# Інтісар – Зувайтіна (газопровід)
Інтісар – Зувайтіна (газопровід) – складова трубопровідної інфраструктури, що була створена для обслуговування гігантського нафтогазового родовища (групи родовищ) Інтісар.
В межах розробки родовищ групи Інтісар на двох з них – Інтісар D (відносилось до гігантських з початковими видобувними запасами у 1,8 млрд барелів, що становило понад 50% загальних запасів групи) та Інтісар E – використали метод підтримки пластового тиску шляхом нагнітання попутного газу в газову шапку. Ця практика тривали кілька десятків років і в підсумку було закачано від 30 до 110 млрд м3. 
Станом на середину 2000-х розробка Інтісар D дійшла до стадії спрацювання газової шапки. Видачу газу спершу організували по трубопроводу Інтісар – Сахл, проте за кілька років ввели в дію значно потужніший Інтісар – Зувейтіна, який має довжину 207 км при діаметрі 1050 мм. В кінцевом пункті він сполучений з газопроводом Марса-Брега – Бенгазі, що дозволяє подавати ресурс як на схід до Бенгазі, так і на захід у напрямку Тріполі.
Окрім газу з Інтісар на вихідну точку газопроводу може надходити додатковий ресурс по системі Бу-Аттіфель/Фарег/Джахіра – Інтісар.